# Нуниш, Эммануэл
Эммануэл Нуниш (порт. Emmanuel Nunes; 31 августа 1941, Лиссабон — 2 сентября 2012, Париж) — португальский композитор.

## Биография
Учился в Лиссабонской Академии музыки. В 1963-1965 годах занимался на летних курсах современной музыки в Дармштадте у П. Булеза и А. Пуссёра. В 1964 году переселился в Париж. В 1965—1967 годах занимался в Кёльне у Штокхаузена и Пуссёра. В 1971 году закончил Национальную консерваторию в Париже. Защитил диссертацию по творчеству А. Веберна.

## Избранные сочинения

### Опера
- Das Märchen, либретто композитора по сказке Гёте (2007)

### Оркестровые сочинения
- Fermata для оркестра и магнитофонной ленты (1973)
- Ruf для оркестра и магнитофонной ленты (1977)
- Chessed I для 4 групп инструментов (1979)
- Chessed II для 6 солирующих инструментов и оркестра (1979)
- Sequencias для кларнета, 2 вибрафонов, скрипки и оркестра (1982/1983—1988)
- Quodlibet для 28 инструментов, 6 перкуссионистов и оркестра с двумя дирижёрами (1990—1991)
- Chessed IV для струнного квартета и оркестра (1992)

### Камерные сочинения
- Wandlungen для ансамбля и живой электроники (1986)
- Clivages I, II для 6 перкуссионистов (1987—1988)
- Lichtung I для кларнета, трубы, тромбона, тубы, 4 перкуссионистов и виолончели (1988—1991)
- Chessed III для струнного квартета (1990—1991)
- Lichtung II для ансамбля и электроники (1995—2000)
- Lichtung III для ансамбля и электроники (2006—2007)

### Инструментальные сочинения
- Litanies du feu et de la mer I для фортепиано (1969)
- Litanies du feu et de la mer II для фортепиано (1971)
- Einspielung III для альта соло (1981)
- Ludi concertati no. 1 для бас-флейты (1985)
- Aura для флейты (1983—1989)

### Вокальные сочинения
- Minnesang для 12 голосов на тексты Я.Бёме (1975—1976)
- Vislumbre для смешанного хора на стихи М. де Са-Карнейро (1981—1986),
- Machina Mundi для 4 солирующих инструментов, хора, оркестра и магнитофонной ленты (1991—1992)
- Omnia mutantur, nihil interit для женского хора и ансамбля (1991—1996)

## Педагогическая деятельность
Преподавал в Лиссабоне, Гарварде, Дармштадте. В 1986—1992 — профессор Фрайбургской высшей школы музыки, в 1992—2006 — Парижской консерватории.

## Признание
- Офицер французского Ордена искусств и литературы (1986).
- Командор португальского Ордена Святого Иакова и Меча (1991).
- Почетный доктор Парижского университета—VIII.
- Премия ЮНЕСКО (1999).
- Премия Фернандо Пессоа (2000).